# Herta Oberheuser
Herta Oberheuser (Keulen, 15 mei 1911 – Linz am Rhein, 24 januari 1978) was als arts in het concentratiekamp Ravensbrück verantwoordelijk voor experimenten met sulfonamiden op mensen. Daarvoor werd zij, als enige vrouw, berecht en veroordeeld tijdens het Artsenproces in Neurenberg. 

## Levensloop
Oberheuser werd op 15 mei 1911 in Keulen geboren als dochter van een ingenieur. Ze groeide op in Düsseldorf, waar ze in 1931 eindexamen deed aan de middelbare school. Daarna studeerde ze medicijnen in Bonn en Düsseldorf. De familie Oberheuser was niet rijk, dus Oberheuser moest haar studie deels zelf financieren. Zij slaagde in 1936 voor haar examen, promoveerde in 1937, kreeg haar eerste baan als artsassistent bij het Fysiologisch Instituut in Bonn en werkte vervolgens in een kliniek in Düsseldorf. Daarna besloot ze een opleiding tot dermatoloog te volgen en ging over naar de Dermatologische Kliniek in Düsseldorf. Zij voltooide haar specialisatie in dermatologie in 1940. Vanaf 1940 werkte zij bij de gezondheidsdienst in Düsseldorf. Zij specialiseerde zich in vivisectie, onderzoeksexperimenten op levende dieren.
In 1935 werd ze lid van de nationaalsocialistische Bund Deutscher Mädel, waar ze opklom tot de rang van ringarts. In 1937 werd zij lid van de NSDAP, en later ook van de Nationaal Socialistische Verpleegstersvereniging, de Nationalsozialistischer Deutscher Ärztebund en de Reichsluftschutzbund.
In 1940 werd ze geattendeerd op een advertentie in een medisch tijdschrift voor een positie als kamparts in een "omscholingskamp voor vrouwen". Het kamp in kwestie was het concentratiekamp Ravensbrück. Naar aanleiding van haar sollicitatie werd zij eerst drie maanden ingewerkt en uiteindelijk als dienstplichtige werkzaam in het concentratiekamp Ravensbrück. Zij werkte daar van begin 1941 tot de zomer van 1943 onder de kampartsen Walter Sonntag en Gerhard Schiedlausky. Daarna werd ze chirurgisch assistente van Karl Gebhardt in het sanatorium van Lychen, waar ze tot het einde van de oorlog werkte. 

### Medische experimenten op gevangenen in Ravensbrück
De medische experimenten in Ravensbrück dienden meestal voor onderzoek naar vitale functies onder extreme omstandigheden, vaak met het oog op de behandeling van bevriezing of verwondingen die soldaten in de strijd konden oplopen. Overeenkomstige verwondingen werden toegebracht aan de proefpersonen en er werden statistieken opgesteld en remedies uitgeprobeerd. Na voorbereidende experimenten in het concentratiekamp Sachsenhausen voerde Ravensbrück onder meer experimenten uit met sulfonamiden, waarop grote hoop werd gevestigd als antibioticum voor de behandeling van gewonden. Bacteriën, rottende stoffen, houtsplinters en glas werden in speciaal aangebrachte wonden gestoken, waarmee verwondingen door bomscherven werden nagebootst. Het verloop van de wonden en het effect van de geteste geneesmiddelen werden gedocumenteerd en geanalyseerd. Veel slachtoffers stierven tijdens de experimenten, anderen jaren later aan de gevolgen.
Karl Gebhardt werd genoemd als de arts die verantwoordelijk was voor al deze operaties in Ravensbrück; zijn assistenten waren Fritz Fischer, Ludwig Stumpfegger en Oberheuser. Toen haar collega's de omstandigheden van de experimenten niet meer aankonden, nam Oberheuser geleidelijk steeds meer van de functies van haar collega's over en zorgde er zo voor dat de experimenten werden voortgezet. Tot haar taken behoorde het selecteren van de vrouwelijke gevangenen voor de experimenten, het assisteren bij de operaties en het zorgen voor de nazorg, die meestal bestond uit het opzettelijk niet behandelen of zelfs opzettelijk belemmeren van het genezingsproces om een zo ernstig mogelijke infectie te bereiken. Zij selecteerde voornamelijk jonge Poolse vrouwen die om politieke redenen in het concentratiekamp gevangen waren gezet. Na de behandeling werden talrijke vrouwen door Oberheuser vermoord door middel van injecties, die zij achteraf probeerde af te schilderen als een humanitaire daad. In tegenstelling tot haar collega's, die ook opzettelijk vrouwelijke patiënten door injecties doodden, koos Oberheuser voor benzine-injecties, waarvan het effect pas na drie tot vijf minuten intrad, bij het volle bewustzijn van de slachtoffers.
Uit verklaringen van Oberheuser blijkt duidelijk haar houding tegenover de patiënten, die zij beschouwde als konijnen en niet als mensen.
Oberheuser was niet alleen betrokken bij medische experimenten, maar ook bij gedwongen abortussen en andere medische ingrepen. Deze werden zelfs uitgevoerd bij vrouwen die al zeven of acht maanden zwanger waren. Gerhard Schiedlausky bevestigde dit, maar hij had alleen in opdracht gehandeld. Oberheuser en Rosenthal hadden hem eerst bijgestaan, maar voerden de procedures later alleen uit. Naast abortus door medisch ingrijpen waren er ook abortussen door afranseling, en het doden van pasgeborenen.
De arts werd tijdens haar werktijd in Ravensbrück aantoonbaar geconfronteerd met minstens 60 slachtoffers. In tegenstelling tot haar mannelijke collega's gebruikte Oberheuser de resultaten van haar werk in concentratiekamp Ravensbrück niet voor haar verdere carrière na het einde van de oorlog. Zij zag haar taak als ondersteuning van haar mannelijke superieuren, maar leverde zo een belangrijke bijdrage aan de realisatie van de experimenten op mensen.

### Rechtszaak

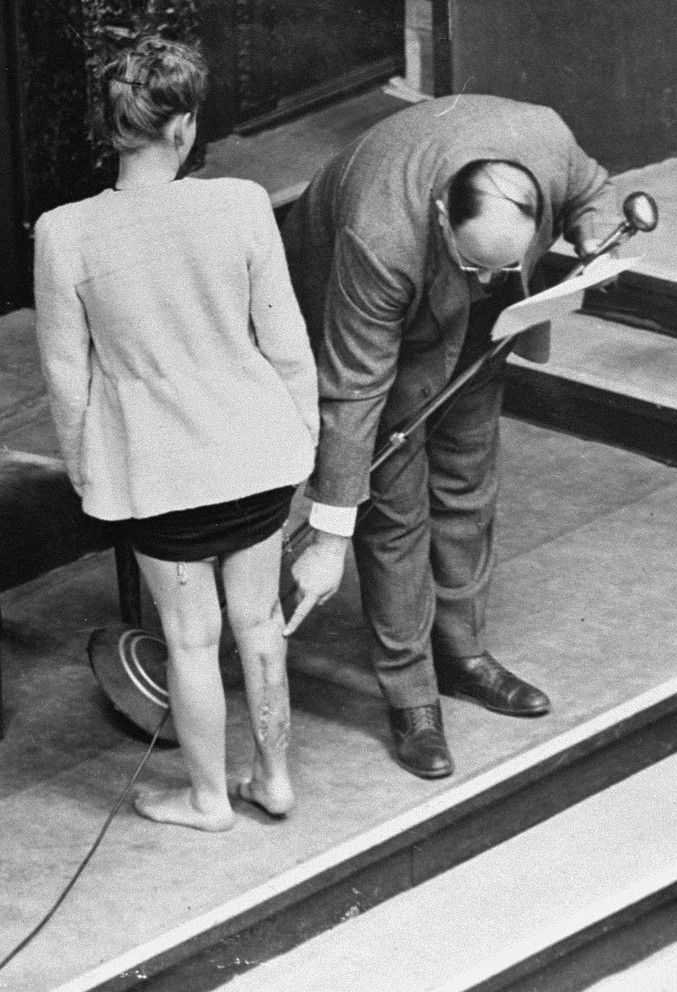
Een arts toont tijdens het artsenproces de littekens als gevolg van medische experimenten door Oberheuser en anderen op Jadwiga Dzido.

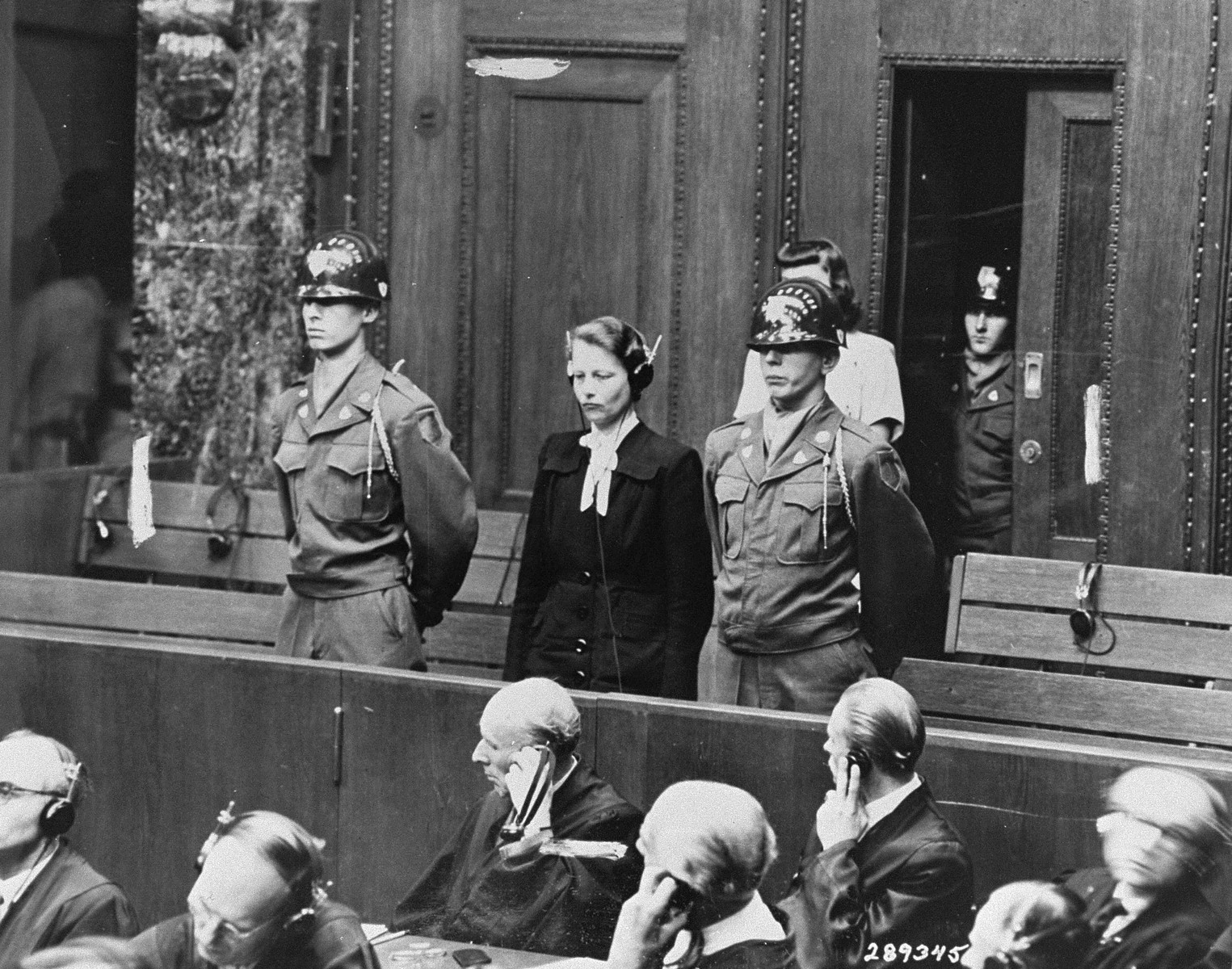
Beklaagde Herta Oberheuser tijdens het uitspreken van het vonnis.

Het proces tegen Oberheuser vond plaats op 3 en 8 april 1947. Oberheuser was de enige vrouw die in het Neurenbergse artsenproces werd beschuldigd van misdaden tegen de menselijkheid. Zij werd juridisch vertegenwoordigd door Alfred Seidl, die Rudolf Hess en Hans Frank had verdedigd in het Proces van Neurenberg.
Oberheuser probeerde zich in de rechtbank te rechtvaardigen met haar "vrouwelijkheid" en het argument dat een vrouw - ook zijzelf - niet zo wreed kon zijn. Haar gedrag maakte dus, bewust of onbewust, deel uit van een maatschappelijke consensus dat vrouwen, en dus zijzelf, niet tot dergelijke daden in staat waren. Wetenschappelijk werd deze kwestie uitvoerig behandeld in de zogenaamde Historikerinnenstreit. Zij verklaarde ook dat de experimenten hadden gediend om het leven van honderdduizenden gewonde Wehrmachtsoldaten te redden. Oberheuser verklaarde voorts in de rechtszaal dat zij niet op de hoogte was van de gebeurtenissen in het kamp of zich die niet kon herinneren, terwijl zij tegelijkertijd herhaaldelijk verwees naar haar medische status. Ze verklaarde ook dat de bevelen haar hadden geleken alsof ze rechtstreeks van Adolf Hitler kwamen en daarom wettig waren. De passieve rol die ze schetste was strijdig met de toekenning van het Kruis voor Oorlogsverdienste. Bij ondervraging na het einde van de oorlog verklaarden artsen als Oberheuser en Fischer dat ze met de operaties de ter dood veroordeelde vrouwen een kans op overleven hadden gegeven. Dit is strijdig met het feit dat wanneer vrouwen herstelden van de experimenten, zij zeer vaak werden vermoord, of stierven als gevolg van verdere experimenten.
De rechtbank heeft haar na vier weken beraadslaging schuldig bevonden aan oorlogsmisdaden en misdaden tegen de menselijkheid. Op 20 augustus 1947 werd Oberheuser tijdens artsenproces in Neurenberg veroordeeld tot twintig jaar gevangenisstraf, zonder dat haar medische bevoegdheid werd ingetrokken. Aangezien zij als vrouw geen lid kon worden van de SS, werd zij niet veroordeeld wegens lidmaatschap van een verboden organisatie. De straf werd in 1951 teruggebracht tot tien jaar en Oberheuser werd wegens goed gedrag al op 4 april 1952 vrijgelaten uit de gevangenis van Landsberg voor oorlogsmisdaders. Ze zat ongeveer vijf jaar in de gevangenis en werd later op aanbeveling van het federale ministerie van Arbeid erkend als een terugkeerder uit krijgsgevangenschap, wat betekende dat ze speciale loopbaanondersteuning kreeg.

### Terugkeer naar het burgerlijke leven
Na haar vrijlating uit de gevangenis vestigde Oberheuser zich korte tijd later als huisarts in Stocksee nabij Neumünster en werkte tegelijkertijd in het Johanniter sanatorium in Plön. Een overlevende van het concentratiekamp Ravensbrück herkende haar in 1956 en gaf haar aan bij de politie. Nadat de beschuldigingen tegen haar bekend werden, werd ze ontslagen uit het Johanniter sanatorium. Tegelijkertijd begon het Openbaar Ministerie in Kiel een procedure tegen Oberheuser op verdenking van een strafbaar feit, maar dit werd reeds in 1957 gestaakt omdat Oberheuser niet tweemaal voor hetzelfde feit kon worden gestraft en omdat de procedure in Neurenberg rechtmatig was afgesloten. De procedure werd geplaagd door grote bureaucratische moeilijkheden, omdat de dossiers uit Neurenberg nooit in de Duitse dossiers waren opgenomen. Ondanks het langdurige proces, onder grote mediabelangstelling, over sluiting van praktijk en intrekking van medische bevoegdheid bloeide de privépraktijk van Oberheuser op.
Na protesten van een comité van voormalige Ravensbrückse vrouwen werd in augustus 1958 haar medische bevoegdheid ingetrokken. Oberheuser vocht dat aan, maar dat werd op 4 december 1960 afgewezen: "Na een twaalf uur durende zitting heeft de achtste kamer van het Verwaltungsgericht in Sleeswijk-Holstein zaterdag het beroep tot nietigverklaring verworpen dat de arts Oberheuser had ingesteld tegen de Kielse minister van Binnenlandse Zaken Lemke, die haar praktijkvergunning had ingetrokken wegens haar werk in het vrouwenconcentratiekamp Ravensbrück (...)." Naast het protest van voormalige gevangenen was het vooral de internationale pers die de intrekking van haar bevoegdheid had geëist.
Oberheuser moest haar praktijk toen definitief sluiten. In mei 1965 verliet ze de Stocksee en verhuisde ze naar Bad Honnef. Op 24 januari 1978 overleed zij in het nabijgelegen Linz am Rhein.